# 斯塔爾卡緬斯科耶足球會
斯塔爾卡緬斯科耶足球會（FC Stal Dniprodzerzhynsk）是一支位於烏克蘭卡緬斯科耶的職業足球會，目前於烏克蘭足球超級聯賽角逐。

## 榮譽
- 烏克蘭足球乙級聯賽: 1

2003–04 C組冠軍
亞軍: 1
2013–14

## 外部連結
- 官方网站 （乌克兰語）